# Th. Hierneis oder: wie man ehem. Hofkoch wird
Th. Hierneis oder: wie man ehem. Hofkoch wird ist ein Film von Hans-Jürgen Syberberg. Der Film mit nur einem Darsteller gilt als künstlerischer Durchbruch für den Schauspieler Walter Sedlmayr.

## Handlung
Sedlmayr führt die Zuschauer in seiner Rolle als ehemaliger Hofkoch Theodor Hierneis wie ein Fremdenführer durch die Schlösser Linderhof, Neuschwanstein und das Berghaus Schachen von König Ludwig II. von Bayern und erzählt dabei vom Beginn seiner Karriere als Küchenjunge am Hof. Dabei wird insbesondere die Person des Königs zum Mittelpunkt des Films.

## Preise
Der Film gewann unter anderem den Deutschen Filmpreis in Gold als Bester programmfüllender Film ohne Spielhandlung. Auch Sedlmayr erhielt diesen Preis für seine darstellerische Leistung.

## Kritiken
„[…] Die Schönheit der Bilder und der humorvolle Text Syberbergs (…) heben die Langatmigkeit des Films fast auf.“

## Aufführung
Der Film wurde offensichtlich zuerst im Fernsehen gezeigt, nach einer Quelle (filmportal.de) im Oktober in der ARD, nach einer anderen (Lexikon des Internationalen Films) im HR im Mai 1973. Eine Ausstrahlung am 24. August 2014 erfolgte mit einer Länge von 80 Minuten.